# Elapsoidea guentherii
Elapsoidea guentherii là một loài rắn trong họ Rắn hổ. Loài này được Bocage mô tả khoa học đầu tiên năm 1866.